# La casa de tu vida
La casa de tu vida fue un reality show de la productora Endemol emitido en España por Telecinco.

## El concurso
El concurso consistía en la construcción de una casa por parte de un grupo de parejas que, a su vez, debían vivir juntos. La pareja ganadora se quedaría con la casa, valorada en 790.000€. Cada dos semanas unas nominaciones ponían en la palestra a determinadas parejas y el público decidía quién debía irse.

## Primera edición (14/04/2004 - 02/07/2004)
- Jordi González se encargó de presentar las galas semanales.
- Maribel Casany se encargó de conducir los resúmenes.

Uno de los concursantes, Carlos, falleció junto a su madre en un accidente de coche, apenas 2 días antes de la final del concurso, cuando se dirigían a un programa de televisión para ser entrevistados.
Uno de los ganadores, Juanma, falleció de neumonía en 2024.

### Participantes
| Concursante         | Procedencia | Edad | Relación   | Profesiones            | Información                          |
| ------------------- | ----------- | ---- | ---------- | ---------------------- | ------------------------------------ |
| Juanma García (†)   | Cádiz       | 23   | Novios     | En paro                | Ganadores                            |
| David Cereceda      | Cádiz       | 30   | Novios     | En paro                | Ganadores                            |
| Vanessa Lancho      | Madrid      | 25   | Amigas     | RRPP de discoteca      | Finalistas                           |
| Verónica Miguel     | Madrid      | 27   | Amigas     | RRPP de discoteca      | Finalistas                           |
| Nabor Oliveres      | Barcelona   | 40   | Novios     | Cartero                | Entrada de sustitución 5.ª Expulsión |
| Amneris Caralt      | Barcelona   | 27   | Novios     | En paro                | Entrada de sustitución 5.ª Expulsión |
| David Menaza        | Tarragona   | 29   | Novios     | Soldador               | 4.ª Expulsión                        |
| Mónica Guerrero     | Tarragona   | 29   | Novios     | Profesora en paro      | 4.ª Expulsión                        |
| Carlos Menéndez (†) | Orense      | 25   | Novios     | Funcionario            | Entrada de sustitución 3.ª Expulsión |
| Susana Domínguez    | Orense      | 24   | Novios     | En paro                | Entrada de sustitución 3.ª Expulsión |
| Juan Sánchez        | La Rioja    | 28   | Matrimonio | Camarero y dependiente | 2.ª Expulsión                        |
| Tammy Martínez      | La Rioja    | 24   | Matrimonio | Camarera y dependienta | 2.ª Expulsión                        |
| David Verdú         | Málaga      | 27   | Novios     | Albañil                | Abandono Voluntario                  |
| Natalia Serrano     | Málaga      | 27   | Novios     | Dependienta            | Abandono Voluntario                  |
| Antonello Savalli   | Huesca      | 43   | Matrimonio | Peluquero              | 1.ª Expulsión                        |
| Mei Rabell          | Huesca      | 38   | Matrimonio | Peluquera              | 1.ª Expulsión                        |
| Julián Castillo     | Madrid      | 24   | Novios     | Comercial              | Abandono Voluntario                  |
| Miriam              | Madrid      | 24   | Novios     | Bailarina              | Abandono Voluntario                  |

- Julián y Miriam abandonaron a los 3 días por propia voluntad
- David y Natalia abandonaron a los 19 días por decisión de ella ya que David empezó a coquetear con Vanessa

### Nominaciones y expulsiones
|                    | 1                                        | 2                   | 3                    | 4                                                       | 5                                            | 6                       | Final                    |
| ------------------ | ---------------------------------------- | ------------------- | -------------------- | ------------------------------------------------------- | -------------------------------------------- | ----------------------- | ------------------------ |
| Cereceda & Juanma  | Salvados                                 | Salvados            | Salvados             | Nominados                                               | Nominados                                    | Finalistas              | Ganadores                |
| Vanessa & Verónica | Nominadas                                | Salvadas            | Salvadas             | Nominadas                                               | Nominadas                                    | Finalistas              | Subcampeonas             |
| Nabor & Amneris    | Entran                                   | Nominados           | Nominados            | Nominados                                               | Nominados                                    | Expulsados              |                          |
| Menéndez & Mónica  | Salvados                                 | Salvados            | Salvados             | Nominados                                               | Expulsados                                   |                         |                          |
| Carlos & Susana    |                                          | Entran              | Nominados            | Expulsados                                              |                                              |                         |                          |
| Juan & Tammy       | Nominados                                | Nominados           | Expulsados           |                                                         |                                              |                         |                          |
| Verdú & Natalia    | Salvados                                 | Abandono            |                      |                                                         |                                              |                         |                          |
| Savalli & Mei      | Nominados                                | Expulsados          |                      |                                                         |                                              |                         |                          |
| Julián & Miriam    | Abandono                                 |                     |                      |                                                         |                                              |                         |                          |
|                    |                                          |                     |                      |                                                         |                                              |                         |                          |
| Eliminados         |                                          | Savalli & Mei 49,1% | Juan & Tammy 95%     | Carlos & Susana 96,3%                                   | Menéndez & Mónica 92%                        | Nabor & Amneris 41%     | Vanessa & Verónica 49,1% |
| No eliminados      | Juan & Tammy 46% Vanessa & Verónica 4,9% | Nabor & Amneris 5%  | Nabor & Amneris 3,7% | Nabor & Amneris Cereceda & Juanma Vanessa & Verónica 8% | Cereceda & Juanma 36% Vanessa & Verónica 23% | Cereceda & Juanma 50,9% |                          |

### Audiencias
| Gala  | Fecha      | Espectadores | Cuota |
| ----- | ---------- | ------------ | ----- |
| 01    | 12/04/2004 | 2.962.000    | 17,9% |
| 02    | 22/04/2004 | 3.609.000    | 23,2% |
| 03    | 29/04/2004 | 4.141.000    | 25,0% |
| 04    | 06/05/2004 | 3.958.000    | 23,5% |
| 05    | 13/05/2004 | 3.739.000    | 22,9% |
| 06    | 20/05/2004 | 3.610.000    | 22,9% |
| 07    | 27/05/2004 | 3.721.000    | 23,9% |
| 08    | 03/06/2004 | 4.577.000    | 30,5% |
| 09    | 10/06/2004 | 4.610.000    | 29,7% |
| 10    | 17/06/2004 | 4.725.000    | 32,5% |
| 11    | 24/06/2004 | 3.569.000    | 25,2% |
| Final | 01/07/2004 | 5.357.000    | 39,3% |

## Segunda edición (31/03/2005 - 16/06/2005)
Los presentadores fueron para las Galas Jordi González, para los Resúmenes Óscar Martínez. Para esta edición se agregó al director de obra que sería Kristian Pielhoff, experto en bricolaje. Los ganadores fueron el matrimonio formado por Curro & Chari.

### Participantes
| Concursante           | Procedencia | Edad | Relación    | Profesiones          | Información         |
| --------------------- | ----------- | ---- | ----------- | -------------------- | ------------------- |
| Curro Molina          | Córdoba     | 31   | Novios      | Albañil              | Ganadores           |
| Chari Moya            | Córdoba     | 28   | Novios      | Cuidadora            | Ganadores           |
| Bárbaro Ortiz         | Madrid      | 40   | Novios      | Profesor de baile    | Segundos Finalistas |
| Tanja Troften         | Madrid      | 39   | Novios      | Empresaria           | Segundos Finalistas |
| Raúl Postigo 'Gen'    | Málaga      | 22   | Amigos      | Administrativo       | Terceros Finalistas |
| Jorge Rodríguez 'Kid' | Málaga      | 25   | Amigos      | Modelo               | Terceros Finalistas |
| Andrés Padrón         | Las Palmas  | 35   | Novios      | Telemárketing        | 5.ª Expulsión       |
| Elena Serrano         | Las Palmas  | 30   | Novios      | Ingeniera            | 5.ª Expulsión       |
| Iván Hebrero          | Madrid      | 30   | Novios      | Funcionario          | 4.ª Expulsión       |
| Sandra Álvarez        | Madrid      | 29   | Novios      | Profesora de aeróbic | 4.ª Expulsión       |
| Germán Buznego        | Asturias    | 26   | Novios      | Electricista         | 3.ª Expulsión       |
| Raquel Iglesias       | Asturias    | 24   | Novios      | Dependienta          | 3.ª Expulsión       |
| Ángel Guerra          | Barcelona   | 27   | Novios      | Albañil              | 2.ª Expulsión       |
| Cristina Paytubi      | Barcelona   | 26   | Novios      | Teleoperadora        | 2.ª Expulsión       |
| Jorge Heras           | Tenerife    | 22   | Cibernovios | En paro              | 1.ª Expulsión       |
| Guadalupe Ryan        | Tenerife    | 21   | Cibernovios | En paro              | 1.ª Expulsión       |

### Nominaciones y expulsiones
|                   | 1                     | 2                                          | 3                                                       | 4                                          | 5                                    | 6                    | Final                         |
| ----------------- | --------------------- | ------------------------------------------ | ------------------------------------------------------- | ------------------------------------------ | ------------------------------------ | -------------------- | ----------------------------- |
| Curro & Chari     | Salvados              | Salvados                                   | Nominados                                               | Salvados                                   | Nominados                            | Finalistas           | Ganadores                     |
| Bárbaro & Tanja   | Nominados             | Nominados                                  | Salvados                                                | Nominados                                  | Salvados                             | Finalistas           | 2.ºs Finalistas               |
| Gen & Kid         | Salvados              | Salvados                                   | Nominados                                               | Salvados                                   | Nominados                            | Finalistas           | 3.ºs Finalistas               |
| Andrés & Elena    | Salvados              | Nominados                                  | Salvados                                                | Nominados                                  | Nominados                            | Expulsados           |                               |
| Iván & Sandra     | Salvados              | Salvados                                   | Nominados                                               | Nominados                                  | Expulsados                           |                      |                               |
| Germán & Raquel   | Salvados              | Salvados                                   | Nominados                                               | Expulsados                                 |                                      |                      |                               |
| Ángel & Cristina  | Salvados              | Nominados                                  | Expulsados                                              |                                            |                                      |                      |                               |
| Jorge & Guadalupe | Nominados             | Expulsados                                 |                                                         |                                            |                                      |                      |                               |
|                   |                       |                                            |                                                         |                                            |                                      |                      |                               |
| Eliminados        |                       | Jorge & Guadalupe 58,1%                    | Ángel & Cristina 46,4%                                  | Germán & Raquel 38,9%                      | Iván & Sandra 50,4%                  | Andrés & Elena 56,7% | Gen & Kid Bárbaro & Tanja 33% |
| No eliminados     | Bárbaro & Tanja 41,9% | Bárbaro & Tanja 32,1% Andrés & Elena 21,5% | Iván & Sandra 33,7% Gen & Kid 13,8% Curro & Chari 13,6% | Andrés & Elena 32,8% Bárbaro & Tanja 16,8% | Gen & Kid 29,4% Curro. & Chari 13,9% | Curro & Chari 67%    |                               |

### Audiencias
| Gala  | Fecha      | Espectadores | Cuota |
| ----- | ---------- | ------------ | ----- |
| 01    | 31/03/2005 | 4.838.000    | 30,3% |
| 02    | 07/04/2005 | 3.178.000    | 22,4% |
| 03    | 14/04/2005 | 3.260.000    | 23,0% |
| 04    | 21/04/2005 | 3.595.000    | 24,4% |
| 05    | 28/04/2005 | 4.258.000    | 28,5% |
| 06    | 05/05/2005 | 4.608.000    | 29,8% |
| 07    | 12/05/2005 | 4.626.000    | 30,3% |
| 08    | 19/05/2005 | 3.581.000    | 24,4% |
| 09    | 26/05/2005 | 3.722.000    | 26,2% |
| 10    | 02/06/2005 | 3.854.000    | 27,0% |
| 11    | 09/06/2005 | 3.580.000    | 25,3% |
| Final | 16/06/2005 | 4.502.000    | 32,5% |

## Tercera edición (01/02/2007 - 16/02/2007)
El programa comenzó el día 1 de febrero de 2007. Estas son las parejas concursantes:

### Participantes
| Concursante | Procedencia | Edad | Relación        | Profesiones               | Información   |
| ----------- | ----------- | ---- | --------------- | ------------------------- | ------------- |
| David       | Vallecas    | 28   | Novios          | Asesor inmobiliario       | Cancelado     |
| Raquel      | Vallecas    | 30   | Novios          | Asesora inmobiliaria      | Cancelado     |
| Alexander   | Bilbao      | 27   | Novios          | Entrenador personal       | Cancelado     |
| Yolanda     | Bilbao      | 32   | Novios          | Camarera                  | Cancelado     |
| Elisabeth   | Pontevedra  | 26   | Novias          | Monitora de fitness       | Cancelado     |
| Mónica      | Pontevedra  | 29   | Novias          | Camarera                  | Cancelado     |
| Javier      | Cáceres     | 26   | Matrimonio      | Albañil                   | Cancelado     |
| Inmaculada  | Cáceres     | 29   | Matrimonio      | Ama de casa               | Cancelado     |
| Eduardo     | Madrid      | 31   | Desconocidos    | Asesor inmobiliario       | Cancelado     |
| Karina      | Madrid      | 24   | Desconocidos    | Bailarina                 | Cancelado     |
| José        | Madrid      | 21   | Novios y suegra | Instalador de pladur      | Cancelado     |
| Sheila      | Madrid      | 19   | Novios y suegra | Fotógrafa                 | Cancelado     |
| Susana      | Madrid      | 35   | Novios y suegra | Ama de casa               | Cancelado     |
| Raúl        | Valencia    | 32   | Novios          | Hostelero                 | Cancelado     |
| Puri        | Valencia    | 47   | Novios          | En paro                   | Cancelado     |
| Juan Carlos | León        | 28   | Novios          | Opositor a Policía local  | 1.ª expulsión |
| Sandra      | León        | 25   | Novios          | Opositora a Policía local | 1.ª expulsión |

### Final deLa casa de tu vida
El programa, después de emitir 3 galas con bajos datos de audiencia, fue retirado cuando llevaban tan solo 15 días dentro de la casa. Previamente, Telecinco intentó mantenerlo trasladando el formato al late night del martes. Sin embargo, el espacio solo obtuvo un 8,6% de cuota de pantalla, una cifra que no convenció a la cadena para su continuidad.

### Audiencias
| Gala  | Fecha      | Espectadores | Cuota |
| ----- | ---------- | ------------ | ----- |
| 01    | 01/02/2007 | 2.656.000    | 16,8% |
| 02    | 08/02/2007 | 1.931.000    | 12,2% |
| Final | 13/02/2007 | 1.109.000    | 8,6%  |

## Audiencia media de todas las ediciones
| Edición                             | Fecha | Cadena    | Espectadores | Cuota |
| ----------------------------------- | ----- | --------- | ------------ | ----- |
| La casa de tu vida: Primera edición | 2004  | Telecinco | 4.048.000    | 26,4% |
| La casa de tu vida: Segunda edición | 2005  | Telecinco | 3.967.000    | 27,0% |
| La casa de tu vida: Tercera edición | 2007  | Telecinco | 1.898.000    | 15,2% |